# Andrés de Tapia Motelchiuh
Andrés de Tapia Motelchiuh(tzin Huitznahuatlailótlac) (? - 1530) was tussen 1526 en 1530, ten tijde van de Spaanse overheersing, hueyi tlahtoani van de Azteken. Hij was in feite een marionet van het Spaans gezag.
Hij stierf in 1530 aan de verwondingen veroorzaakt door een pijl afgeschoten door een Chichimeek terwijl hij aan het baden was.